# Тонкочеєв Григорій Андрійович
Григорій Андрійович Тонкочеєв (2 жовтня 1904, село Ново-Борисівка Таврійської губернії, тепер село Борисівка Мелітопольського району Запорізької області — 3 червня 1991, місто Кам'янець-Подільський Хмельницької області) — український радянський партійний діяч, 2-й секретар Кам'янець-Подільського обкому КП(б)У, 1-й секретар Кам'янець-Подільського міськкому КПУ.

## Біографія
Народився в родині робітника 2 жовтня 1904 року. 
У 1917—1919 роках — учень Астраханського реального училища. З 1920 року по 1931 рік працював на різних роботах у Донбасі: спочатку вантажником, коногоном, а потім помічником машиніста паровоза. 
У 1931—1933 роках — секретар, голова комітету гірників на Донбасі. Навчався у вечірній школі робітничої молоді та у вечірній школі радянського і партійного будівництва.
Член ВКП(б) з 1932 року.
У 1934 році закінчив Ворошиловградську школу радянського і партійного будівництва.
У 1934—1935 роках — пропагандист Сталінського міського комітету КП(б)У. У 1935—1936 роках — директор Комуністичного університету в місті Сталіно. У 1936—1937 роках — завідувач партійного кабінету Петровського районного комітету КП(б)У Донецької області.
У вересні — грудні 1937 року — слухач Курсів завідувачів партійних кабінетів і пропагандистів при ЦК КП(б)У. У грудні 1937 — лютому 1939 року — інструктор відділу пропаганди ЦК КП(б)У.
У лютому 1939 — липні 1941 року — секретар Кам'янець-Подільського обласного комітету КП(б)У з пропаганди і агітації.
З початку німецько-радянської війни виконував завдання ЦК КП(б) України на Південно-Західному фронті з організації партизанського руху. У грудні 1942 — червні 1943 року — завідувач сектору агітації Молотовського обласного комітету ВКП(б).
У червні 1943 — січні 1944 року — слухач Вищої школи партійних організаторів при ЦК ВКП(б).
У березні 1944 — листопаді 1946 року — секретар Кам'янець-Подільського обласного комітету КП(б)У з пропаганди і агітації.
У листопаді 1946 — квітні 1950 року — 3-й секретар Кам'янець-Подільського обласного комітету КП(б)У.
У квітні (затв.) 1950 — грудні 1953 року — 2-й секретар Кам'янець-Подільського обласного комітету КП(б)У.
У листопаді 1953 — квітні 1962 року — 1-й секретар Кам'янець-Подільського міського комітету КПУ Хмельницької області.
У квітні — грудні 1962 року — партійний організатор Хмельницького обласного комітету КПУ у Кам'янець-Подільському, Чемеровецькому і Смотрицькому районах.
У січні 1963 — лютому 1964 року — секретар партійного комітету КПУ Кам'янець-Подільського колгоспно-радгоспного виробничого управління.
У лютому 1964 — листопаді 1968 року — голова виконавчого комітету Кам'янець-Подільської міської ради депутатів трудящих Хмельницької області.
У листопаді 1968 — 1972 року — директор Кам'янець-Подільського міського стадіону.
З 1972 року — на пенсії у місті Кам'янці-Подільському Хмельницької області.
Помер 3 червня 1991 року.

## Нагороди
- два ордени Трудового Червоного Прапора
- орден «Знак Пошани»
- медалі
- Почесна Грамота Президії Верховної Ради Української РСР (2.11.1964)

###### Почесні звання
- Почесний громадянин міста Кам`янця-Подільського. [1]

## === Примітки
1. ↑   Тонкочеєв Григорій Андрійович